# 事必關己
《事必關己》是香港電視廣播有限公司的一個資訊節目。宣傳口號為「一個緊貼大眾，事事關心的通識增值節目」。該節目由2008年1月2日起於高清翡翠台以高清格式，與翡翠台同步廣播。

## 主持
- 梁榮忠
- 崔建邦
- 鄧明儀
- 陳敏之
- 葉翠翠

## 外景主持
- 張雪芹
- 宋熙年
- 吳幸美
- 沈卓盈
- 游茛維
- 麥雅緻
- 黃智雯

## 專題內容
- 情圍天水 (2007年11月26日及28日)
- 鄧小琳抗癌記
- 李國賢尋親事件
- 高清數碼關你事 (2007年12月24日至27日)
- 女性當自強 (2008年3月3日至7日)

## 外部連結
- 無綫電視官方網頁 - 事必關己（页面存档备份，存于）